# Orchopeas labiatus
Orchopeas labiatus är en loppart som först beskrevs av Baker 1904.  Orchopeas labiatus ingår i släktet Orchopeas och familjen fågelloppor. Inga underarter finns listade i Catalogue of Life.